# Pierre Lefebvre (homme politique de la Sarthe)
Pour les articles homonymes, voir Pierre Lefebvre et Lefebvre.
Pierre Lefebvre, né le 4 mars 1938 à Courbevoie (Seine), est un homme politique français.

## Biographie
Pierre Lefebvre commence sa carrière politique en se présentant à la mairie d'Allonnes lors des élections municipales de 1971, il siège comme simple conseiller municipal jusqu'en 1977. En 1988, François Fillon le choisit pour devenir son suppléant lors des législatives de la même année,,,,,.
À la suite de la nomination de François Fillon au gouvernement Balladur, il devient député de la 4e circonscription de la Sarthe.
En mars 2001, il figure en 18e position sur la liste de Claudine Lefebvre, candidate de la liste de droite à la mairie d'Allonnes, mais il n'est pas élu.
À la suite de la nomination de François Fillon au gouvernement Raffarin I, il redevient député de la 4e circonscription de la Sarthe.
En mars 2014, il figure en 13e position sur la liste de Guy Favennec,,,, candidat de la liste divers droite à la mairie d'Allonnes, mais il n'est pas élu.

## Détail des fonctions et des mandats
Mandats parlementaires
- 2 mai 1993 - 21 avril 1997 : Député de la 4e circonscription de la Sarthe
- 8 juin 2002 - 18 juin 2002 : Député de la 4e circonscription de la Sarthe